# Альпінізм

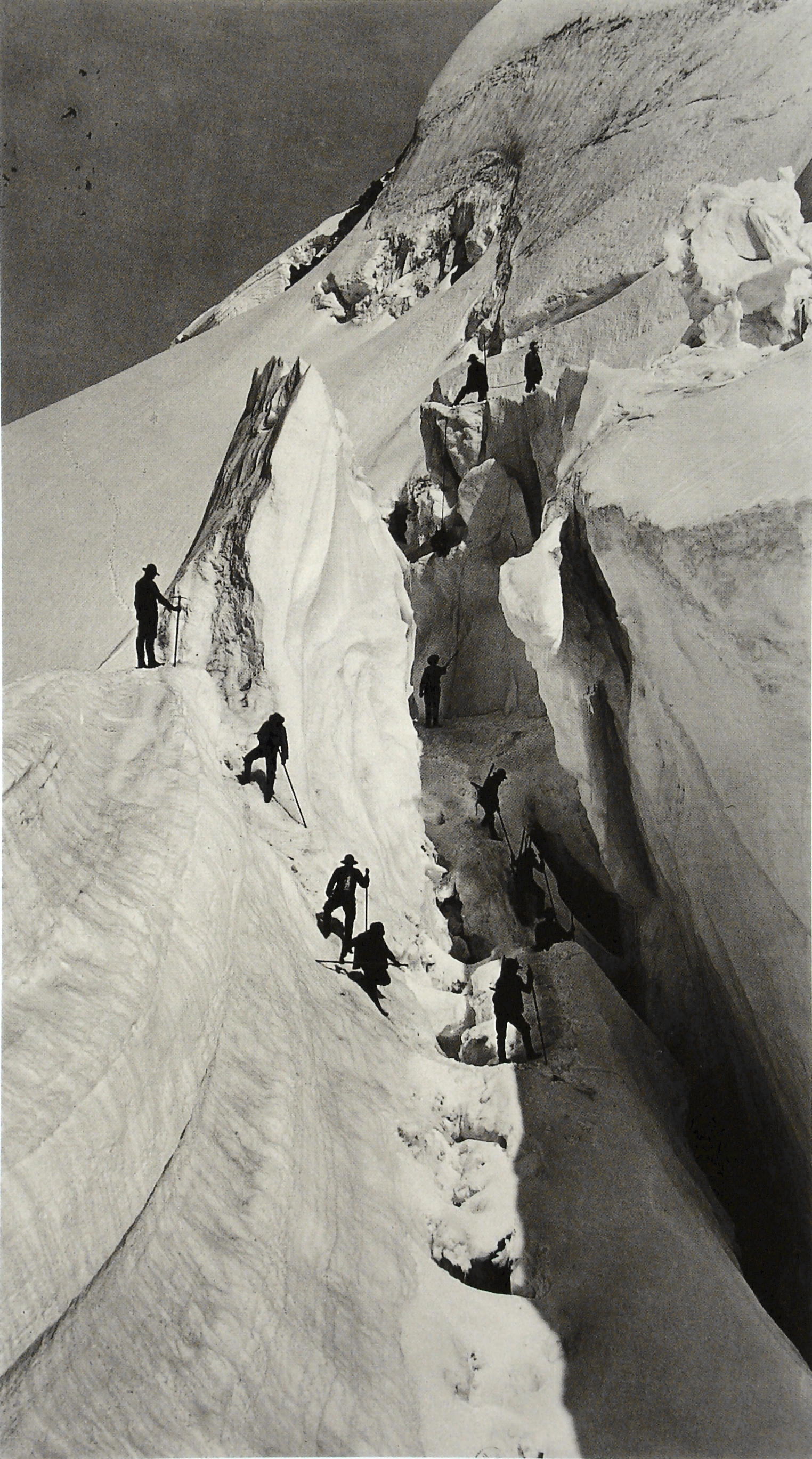
Альпіністи долають відкриту розколину

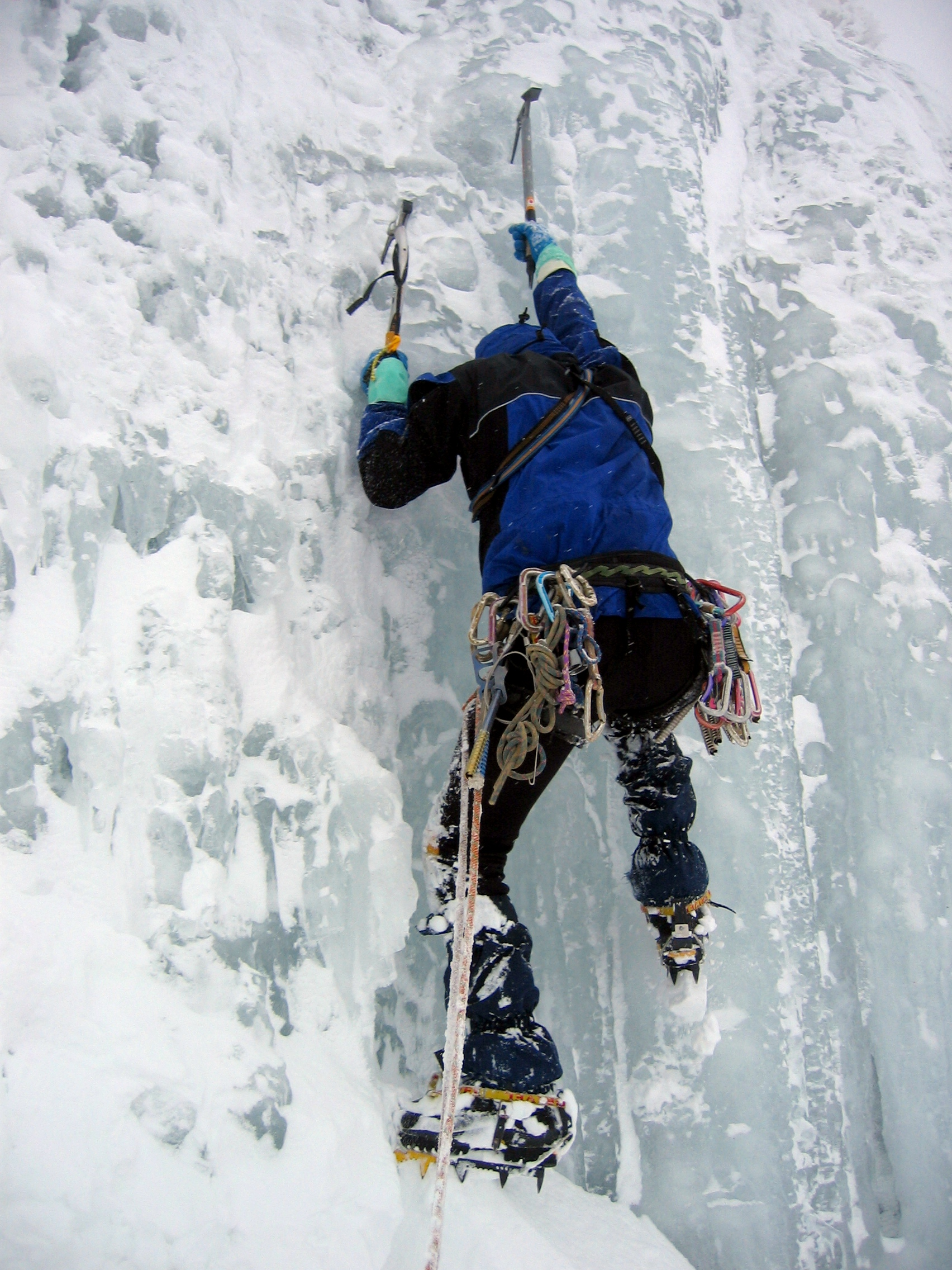
Альпініст долає льодову стінку

Альпіні́зм — вид спорту, який основною метою ставить сходження на природні та штучні скелі та стіни, зокрема на гірські вершини.
Як правило, технічна частина маршруту — від сотень метрів до декількох кілометрів, при цьому протягом всьому маршруту, як правило, не існує стаціонарних точок страховки. Сходження в залежності від складності та протяжності маршруту може тривати від декількох годин, до декількох днів, тижнів і навіть місяців.
Виділяють альпійський і гімалайський стилі сходжень.
Альпійський стиль — це послідовний підйом на вершину разом зі всім спорядженням.
Гімалайський стиль відрізняється попередньою підготовкою маршруту сходження, провішуванням страхувальних мотузок (перил), встановленням проміжних таборів, доставкою спорядження і кисню в ці табори, що передбачає багаторазові підйоми і спуски з табору в табір. Гімалайський стиль — це своєрідна облога гори, яка займає іноді 2-3 місяці, але саме така тактика дозволила досягнути вершин Евереста та інших восьмитисячників.
Розрізняють одинадцять категорій складності маршрутів: 1Б, 2А, 2Б, 3А, 3Б, 4А, 4Б, 5А, 5Б, 6А, 6Б.

## Пам'ятні історичні дати

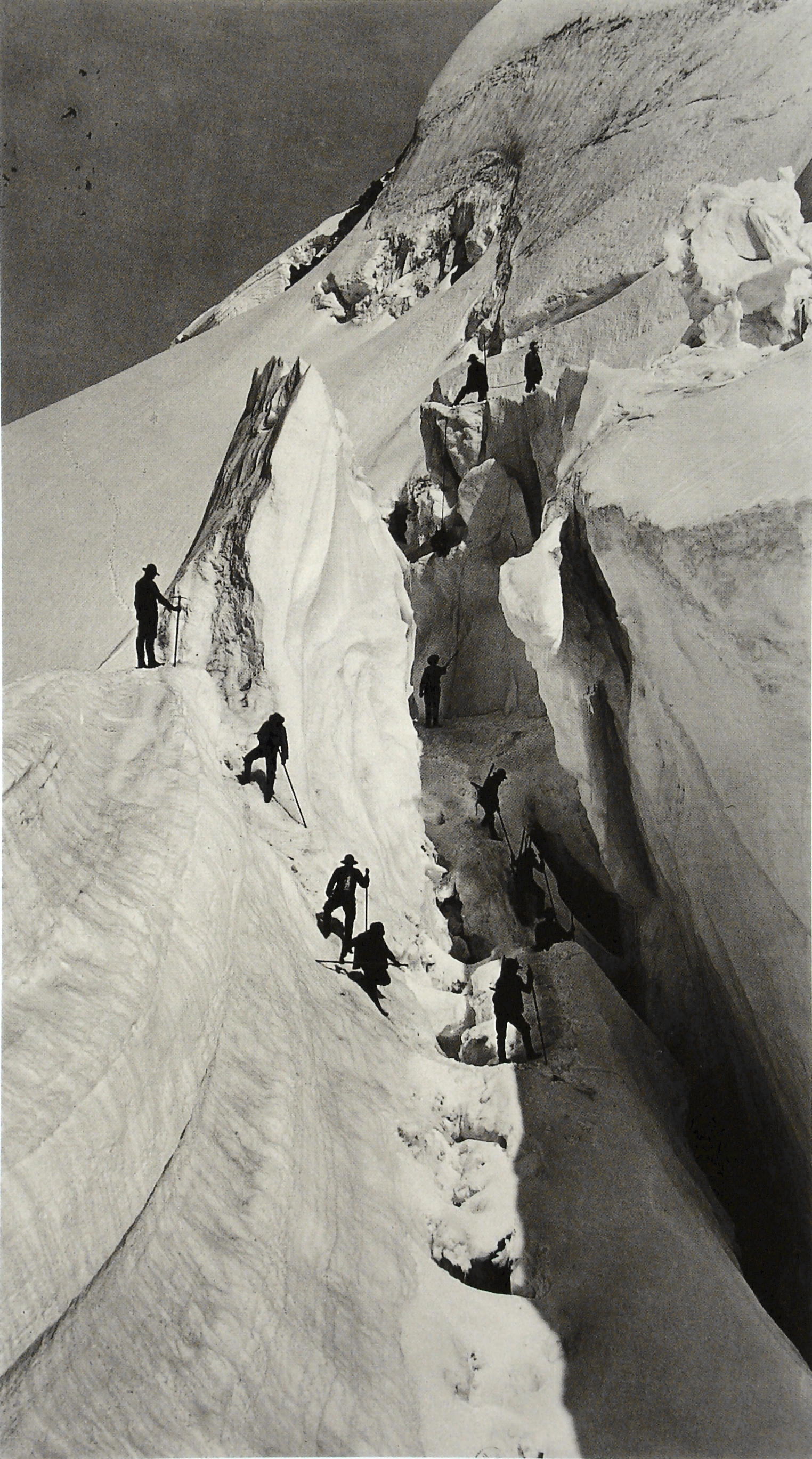
Сходження на Монблан в 1862 році

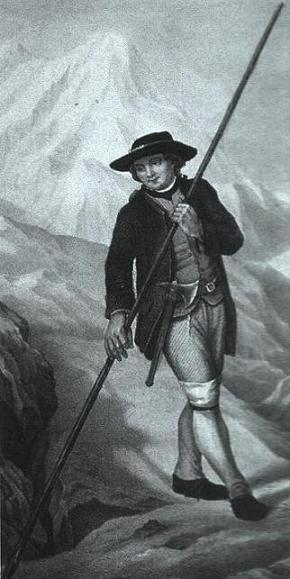
Першосходжувач на Монблан гірський провідник Жак Бальма. З картини Вебера

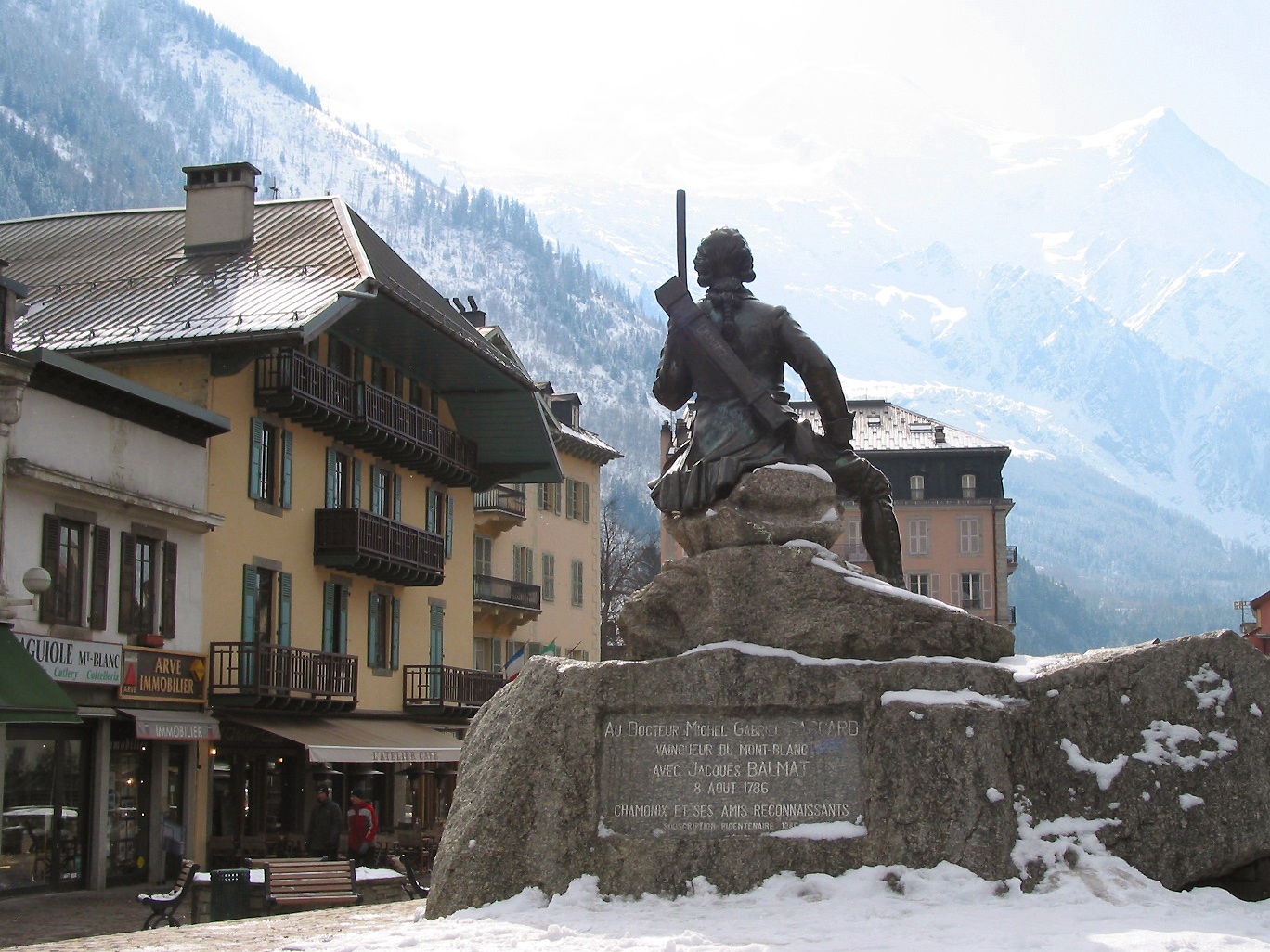
Пам'ятник першим підкорювачам Монблану в Шамоні, Франція

Виникнення альпінізму найчастіше пов'язують зі сходженням 8 серпня 1786 лікаря Мішеля-Габріеля Паккарда і гірського провідника Жака Бальма на найвищу точку Альп — Монблан. Пам'ятник першим сходжувачам на гору Монблан встановлено у світовому центрі альпінізму й гірських лиж — Шамоні.
- 1788 — Данило Гаусс, російський морський офіцер, з двома своїми товаришами піднявся на найвищу точку Камчатки, вулкан Ключевська Сопка (4835 м)[3].
- 1799—1804 Александр Гумбольдт досяг висоти 5800 метрів при сходженні на вулкан Чимборасо в Південній Америці.
- 1800 — Перше сходження на Великий Ґлокнер, найвищу вершину Австрійських Альп[4].
- 1809 — Перша жінка (Марія Параді) піднялася на Монблан[5].
- 1811 — Перше сходження на вершину Юнгфрау в Бернських Альпах[6].
- 1829 — Перше сходження на Східну вершину Ельбруса учасників Ельбруської наукової експедиції РАН під керівництвом генерала Емануеля. Вершини досяг місцевий провідник Кілару, який супроводжував експедицію[7].
- Перше сходження на Арарат вірменського письменника Хачатура Абовяна, російського натураліста і лікаря Йогана Фрідріха Паррота та їх супутників[8].
- 1851 — Перше сходження на семитисячник Шилла (Shilla peak[en]) (7025 м) у штаті Хімачал-Прадеш, Індія.
- 1865 — Перше сходження на вершину Альп Маттергорн (Едвард Вімпер)[9].
- 1889 — Перше сходження на Кіліманджаро[10], найвищу гору Африки.
- 1907 — Успішна англо-французька експедиція на семитисячник Трісул (7120 м) у Гімалаях.
- 1913 — Перше сходження на найвищу вершину Північноамериканського континенту Мак-Кінлі, Аляска[11].
- 1924 — Учасники британської експедиції досягли висоти 8530 м при спробі сходження на Еверест. Лідер експедиції Джордж Меллорі та його напарник Ендрю Ірвін зникли безвісти під час штурму вершини. Попри те, що тіло Меллорі знайшли на схилі гори у 1999 році, немає достеменних даних, що альпіністи досягли вершини[12].
- 1927 — У рамках радянсько-німецької експедиції на Памір відбулося першосходження на Пік Абу Алі ібн Сіни (Леніна) (7104 м).
- 1933 — Найвищої точки Радянського Союзу,  Піку Ісмаїла Самані (Комунізму) (7495 м), досяг Євген Абалаков.
- 1938 — Сходження на північну стіну Айгера в Альпах.
- 1950 — Перше в історії сходження на восьмитисячник,  гімалайську вершину Аннапурна, здійснили учасники французької експедиції Моріс Ерцог і Луї Лашеналь.
- 1953 — Успішна експедиція на найвищу вершину планети, гору Еверест. Першосходжувачі — Едмунд Гілларі й Тенцинг Норгей. Цього ж року німецький альпініст Герман Буль вперше зійшов на Нанга-Парбат.
- 1954 — На другу за висотою вершину світу K2 зійшли італійські альпіністи Ліно Лачеделлі та Акіла Компаньоні.
- 1959 — Перше сходження на важкодоступну вершину Серро-Торре в Патагонії[13].
- 1964 — Альпіністи зійшли на Шишапангму — останню з 14 світових восьмитисячників.
- 1970 — Сходження братів Райнгольда і Ґюнтера Месснерів по Рупальській стіні на Нанга-Парбат. Гюнтер Месснер зник безвісти після досягнення вершини, під час спуску в бік долини Діамір.
- 1978 — Перше сходження на Еверест без кисневих приладів, яке здійснили Пітер Габелер і Райнгольд Месснер[14].
- 1985 — Річард Басс став першим альпіністом, який зійшов на сім найвищих вершин семи частин світу[15].
- 1986 — Райнгольд Месснер став першим альпіністом, який побував на всіх 14 восьмитисячниках[16].
- 1987 — Поляк Єжи Кукучка став другим, хто зійшов на всі 14 найвищих світових вершин.

## Розвиток
В історії розвитку альпінізму можна умовно виділити кілька етапів:
1. Сходження на нові вершини найпростішим шляхом.
2. Підвищення складності маршрутів на пройдені раніше вершини в Альпах та інших гірських системах.
3. Системні сходження на найвищі вершини світу.
4. Проходження найскладніших маршрутів у різних гірських системах земної кулі.

### Технічно складні сходження в Альпах
Зародившись в Альпах, альпінізм саме тут вперше став розвиватися як вид спорту. Суто спортивні сходження на вершини здійснювали в Альпах ще на початку XIX століття. Бурхливий розвиток спортивного альпінізму розпочинається у XX столітті.

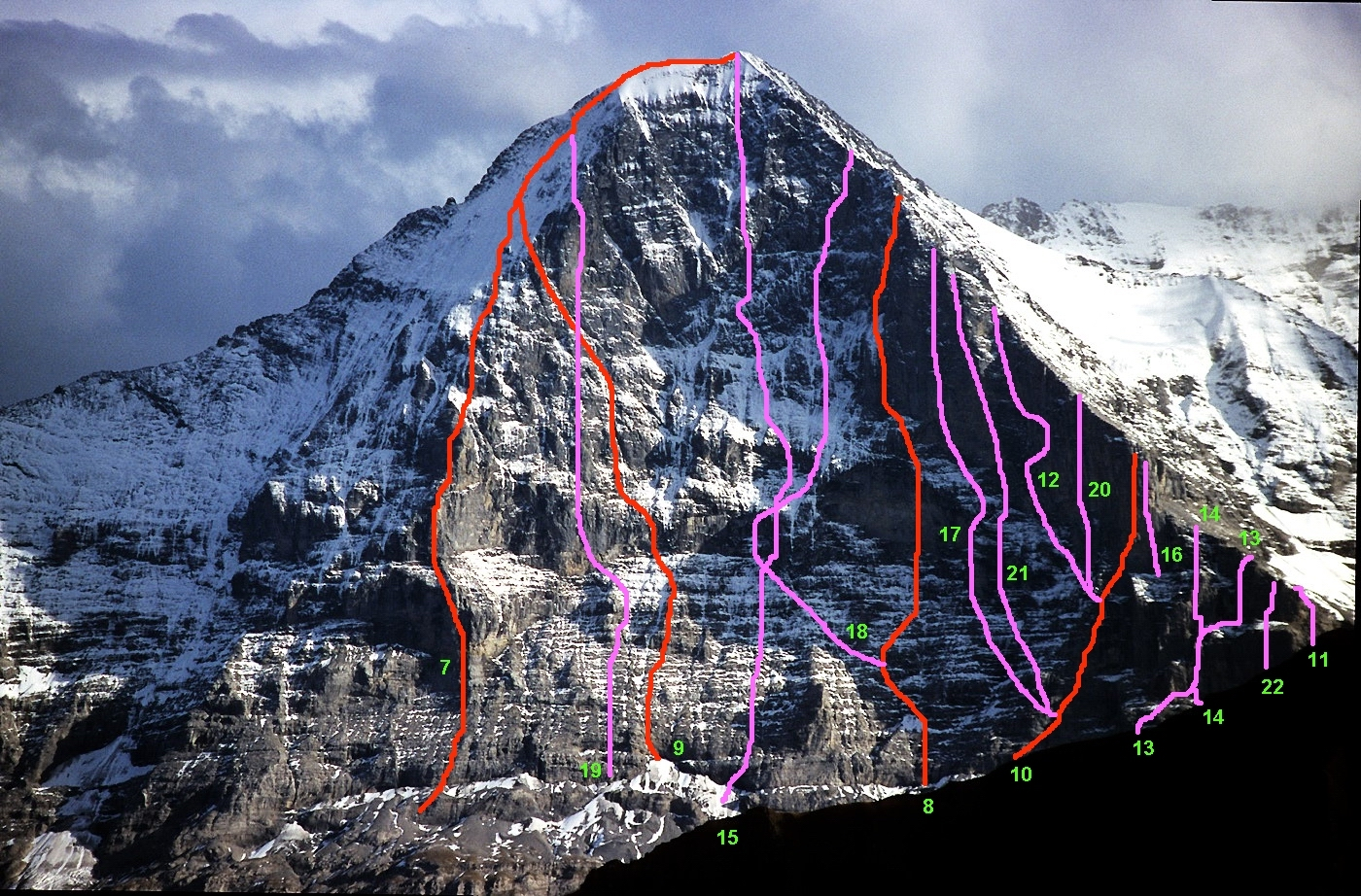
Пройдені маршрути по північній стіні Ейгера

До початку XX століття всіх альпійських вершин було досягнуто, багато з них під час так званої «Золотої доби альпінізму», тож альпіністи почали шукати нові, складніші маршрути сходжень. Чим складніший був маршрут, тим більш спортивним вважалося сходження. Так поступово з'явився «стінний» альпінізм, тобто проходження маршрутів по стрімких гірських стінах.
Найсильнішими альпіністами в цій галузі були представники альпійських держав: італійці, німці, австрійці, французи, а також англійці. У другій половині XX століття було пройдено такі стіни в Альпах, які до цього довгий час вважалися нездоланними. Це свідчило про те, що рівень альпіністів виріс. Велике значення для спортивної майстерності відіграв розвиток спорядження і техніки подолання скельних та льодових ділянок. Поява легших та міцніших мотузок із синтетичних волокон, полегшених кішок, льодорубів, шлямбурів і закладок, дюралеві драбинки, вдосконалені кухні, нові продукти, легкий, теплий одяг і взуття — все це істотно вплинуло на якісний розвиток альпінізму.

#### Складні стінні маршрути в Альпах

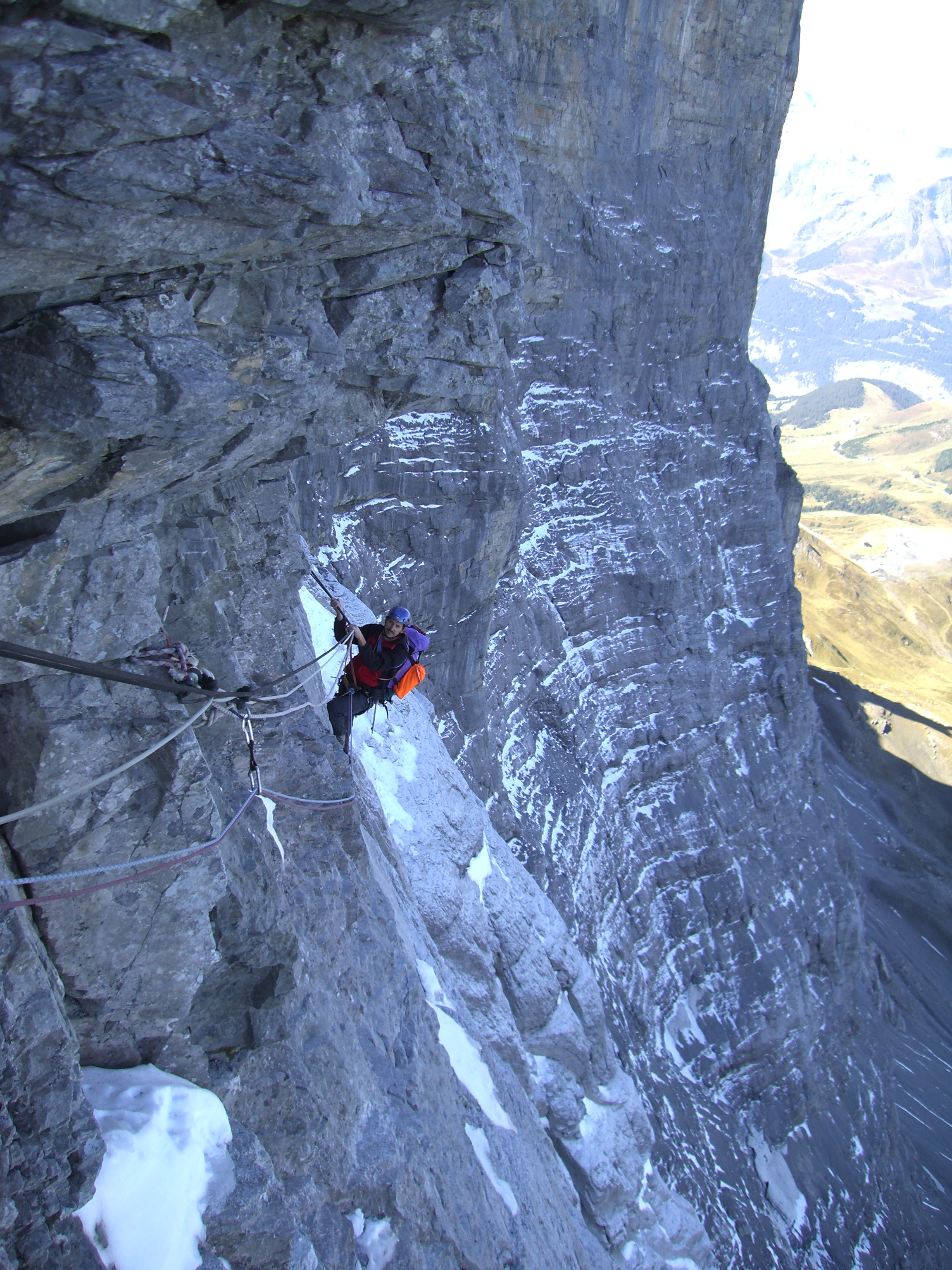
Сходження по північній стіні Ейгера, траверс Гінтерштойсера

1. Північна стіна Айгера. Протягом десяти років з 1928 по 1938, альпіністи різних країн безуспішно намагалися пройти цю найтяжчу стіну в Альпах[18]. Після першопроходження північної стіни Ейгера в 1938 році до теперішнього часу по цій стіні прокладено велику кількість маршрутів, пройдених неодноразово. Про одну із спроб сходження по північній стіні Ейгера в 1936 році, що закінчилася трагічно, німецькими кінематографістами в 2008 році був знятий художній фільм «Північна стіна», заснований на реальних подіях. По північній стіні Ейгера прокладено багато важких маршрутів.
2. Однією з найпопулярніших альпійських вершин серед альпіністів є Гран-Жорас, розташована в районі Монблану, у верхів'ях ущелини Лешо. Північна стіна Гран-Жорас протягом тривалого періоду представляла одну з проблем в Альпах. Лише в 1938 році італійські альпіністи Кассін, Еспозіто і Тіцціоні пройшли важкий маршрут по монолітній стіні, вкритій натічним льодом.
3. Північно-західна стіна Пті-Дрю в районі Монблану протягом тривалого часу вважалась непрохідною. Вважається, що ця стіна перевершує за складністю всі інші відомі маршрути в Альпах. Перше проходження північної стіни Пті-Дрю здійснили 1 серпня 1935 року П'єр-Ален (Pierre Allain) і Раймон Лейнінже (Raymond Leininger). Широко відоме серед альпіністів сольне сходження італійського альпініста Вальтера Бонатті (Walter Bonatti) південно-західним ребром, що отримало назву «ребро Бонатті». Італієць здійснював сходження з 17 по 22 серпня 1955 р. Сім років потому, 24-26 липня 1962 р., Гері Хеммінг (Gary Hemming) і Роєл Роббінс (Royal Robbins) пройшли «American Direct» -найпряміший із пройдених раніше маршрутів по стіні Пті-Дрю. Пізніше 10-13 серпня 1965 р. Роєлом Роббінсом і Джоном Харліном (John Harlin) була пройдена «Американська диретиссіма». Цікавий маршрут по Північно-західній стіні Пті-Дрю «Up to Madonna» пройдений російськими альпіністами А. Кленовим і М. Деві в 2000 р. У 1995 р. ним же в двійці з М. Бруком пройдена стіна на Пті-Дрю. У 1998 р. російська двійка М.Деві і М. Першин пройшла «American Direct».. До теперішнього часу сходження по північно-західній стіні Пті-Дрю є еталоном високої спортивної майстерності в альпінізмі.

### Сходження на найвищі вершини світу
Після того як були підкорені всі альпійські вершини, погляди людей все частіше стали звертатися на інші гірські райони Америки, Африки, Нової Зеландії. Дійшла черга і до Гімалаїв.
Перші спроби підкорити вершини у Гімалаях відносяться до початку XIX століття. Однак після перших спроб стало ясно, що експедиція на вершину вище 6000-7000 м ставить перед альпіністами безліч нових проблем, пов'язаних перш за все з висотою, малої освоенностью гірських районів, великими масштабами підходів до підніжжя вершин.
Протягом багатьох років в Гімалаї і Каракорум виїжджали різні експедиції. Англійці, починаючи з 1922 року, рік за роком наполегливо штурмували Еверест (Джомолунгму), німці — Нанга-Парбат і Канченджангу, італійці та американці — пік К-2 (Чогорі) у Каракорумі.
Перший восьмитисячник — Аннапурна, був підкорений лише в 1950 році учасниками французької експедиції Морісом Эрцогом і Луї Лашеналем. Після цього протягом п'яти років були підкорені ще шість найвищих вершин Гімалаїв і Каракоруму, у тому числі найвища вершина Землі — Джомолунгма, яку понад 30 років перед тим намагались підкорити британські експедиції. Успіху підкорень, поряд з накопиченим досвідом, сприяло вдосконалення спорядження, насамперед, створення відносно легкої та надійної кисневої апаратури.
По мірі розвитку висотного альпінізму поступово були підкорені всі восьмитисячники. Останньою підкореною вершиною заввишки понад вісім тисяч метрів була вершина Лхоцзе Середня в масиві Лхоцзе, на яку вперше зійшли російські альпіністи в 2001 році. Історія підкорення найвищих вершин представлена в таблиці:
| Вершина                  | Висота | Розташування | Перше сходження | Імена першопрохідців | Перше сходження взимку | Імена першопрохідців взимку                                           | Кількість сходжень |
| Джомолунгма (Еверест)    | 8848 м | Непал/Китай  | 29 травня 1953  | Нова Зеландія: Едмунд Гілларі Непал: Норгей Тенцінг | 17 лютого 1980         | Польща: Кшиштоф Велицький, Лешек Ціхий                                | 4109               |
| K2 (Чоґорі)              | 8611 м | Каракорум    | 31 липня 1954   | Італія: Акилле Компаньоні, Ліно Лачеделлі | 284                    |                                                                       |                    |
| Канченджанґа             | 8586 м | Непал/Індія  | 25 травня 1955  | Велика Британія: Джордж Бенд, Джо Браун | 11 січня 1986          | Польща: Кшиштоф Велицький, Єжи Кукучка                                | 209                |
| Лхоцзе                   | 8516 м | Непал/Китай  | 18 травня 1956  | Швейцарія: Фріц Люхзінгер, Ернст Райсс | 31 грудня 1988         | Польща: Кшиштоф Велицький                                             | 221                |
| Макалу                   | 8485 м | Непал/Китай  | 15 травня 1955  | Франція: Жан Кузі, Ліонель Террай | 9 лютого 2009          | Італія: Сімоне Моро Казахстан: Денис Урубко                           | 299                |
| Чо-Ойю                   | 8188 м | Непал/Китай  | 19 жовтня 1954  | Австрія: Йозеф Йохлер, Герберт Тихий Непал: Пасанг Дава Лама | 12 лютого 1985         | Польща: Мацей Бербека, Мацей Павликовський, Єжи Кукучка               | 2668               |
| Дхаулагірі I             | 8167 м | Непал        | 13 травня 1960  | Австрія: Курт Дімбергер, Альбін Шельберт (Albin Schelbert) Німеччина: Петер Дінер Швейцарія: Ернст Форрер Непал: Наванг Дорчже, Німа Дорчже | 21 січня 1985          | Польща: Анджей Чок, Єжи Кукучка                                       | 382                |
| Манаслу                  | 8163 м | Непал        | 9 травня 1956   | Японія: Тосіо Іманісі Непал: Гьялцен Норбу (Gyalzen Norbu) | 14 січня 1984          | Польща: Мацей Бербека, Ришард Гаевський (Ryszard Gajewski)            | 297                |
| Нанга-Парбат             | 8126 м | Пакистан     | 3 липня 1953    | Австрія: Герман Буль в одиночку | 304                    |                                                                       |                    |
| Аннапурна I              | 8091 м | Непал        | 3 червня 1950   | Франція: Моріс Ерцог, Луї Лашеналь | 3 лютого 1987          | Польща: Єжи Кукучка, Артур Гайзер                                     | 154                |
| Гашербрум I (Хідден-пік) | 8080 м | Каракорум    | 5 липня 1958    | США: Ендрю Кауфман, Піт Шенінг | 9 березня 2012         | Польща: Адам Бєлєцький і Януш Голаб                                   | 265                |
| Броуд-пік                | 8051 м | Каракорум    | 9 червня 1957   | Австрія: Фріц Вінтерштеллер, Маркус Шмук, Курт Дімбергер, Герман Буль | 5 березня 2013         | Польща:Мацей Бербека, Адам Белецький, Томаш Ковальський і Артур Малек | 385                |
| Гашербрум II             | 8034 м | Каракорум    | 8 липня 1956    | Австрія: Фріц Моравец, Йозеф Ларх, Ганс Вілленпарт | 2 лютого 2011 рік      | Італія: Сімоне Моро Казахстан: Денис Урубко США: : Корі Річар         | 871                |
| Шишабангма               | 8027 м | Китай        | 2 травня 1964   | КНР: Сюй Цзин (Hsu Ching), Чжан Чжуньянь (Chang Chun-yen), Ван Фучжоу (Wang Fuzhou), Чжень Сань (Chen San), Чжен Тяньлян (Cheng Tien-liang), У Цзун'ює(Wu Tsung-yue), Соднам Дочжи (Sodnam Doji), Мігмар Траши (Migmar Trashi), Дочжи (Doji), Йонтен (Yonten) | 14 січня 2005          | Польща: Пйотр Моравський Італія: Сімоне Моро                          | 274                |

### Сходження на найвищі вершини стінним маршрутами
Після підкорення найвищих вершин найлегшим маршрутом почалася ера підкорення найвищих вершин важчими, стінними маршрутами. На рубежі XX і XXI століть була зроблена спроба вибрати кращі сходження століття. До їх числа на думку деяких експертів були віднесені наступні найбільш значні стінні сходження на найвищі вершини:
- Сходження по південній стіні Лхоцзе збірної команди профспілок СРСР, 1991
- Сходження на Канченджангу Словенською двійкою Претцель-Шремфель, відзначене нагородою «Золотий льодоруб», 1991
- Сходження по північній стіні Дхаулагірі. Російсько-британська команда під керівництвом С. Єфімова, 1993
- Сходження по східній стіні на вершину Ама-Даблам. Альпіністи з Словенії Томаш Хумар і Ваня Фурлан, нагорода «Золотий льодоруб», 1995
- Сходження по західній стіні Макалу. Російська команда з Єкатеринбурга, Нагорода «Золотий льодоруб», 1997
- Сходження по північній стіні піку Жанну. Російська команда, Нагорода «Золотий льодоруб», 2004
- Сходження по північній стіні Джомолунгми. Російська команда, 2004
- Сходження по західній стіні К-2 (Чогорі). Російська команда, 2007

Починаючи з 1992 року за ініціативою французького журналу Montagnes і The Groupe de Haute Montagne (GHM) щорічно по закінченні сезону відбувається нагородження альпіністів, які вчинили кращі сходження року. Премія «Золотий льодоруб» є найпрестижнішою нагородою в альпінізмі.
Починаючи з 2009 року була заснована нова номінація «За досягнення всього життя» і першим у цій номінації золотий льодоруб отримав знаменитий італійський альпініст і мандрівник Вальтер Бонатті. У наступні роки цієї нагороди були удостоєні Райнгольд Месснер (2010), Даг Скотт (2011), Робер Параго (2012), Курт Дімбергер (2013), Джон Роскеллі (2014), Кріс Бонингтон (2015).

## Техніка альпінізму

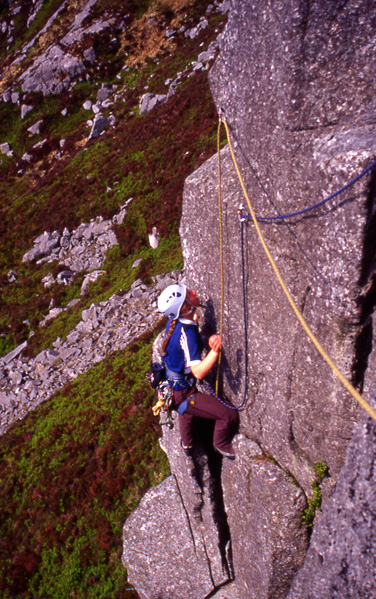
Подолання скельних стін.

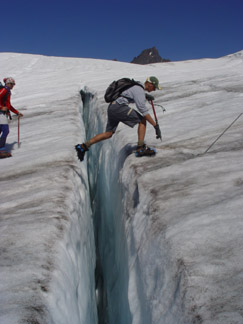
Подолання льодовикової тріщини

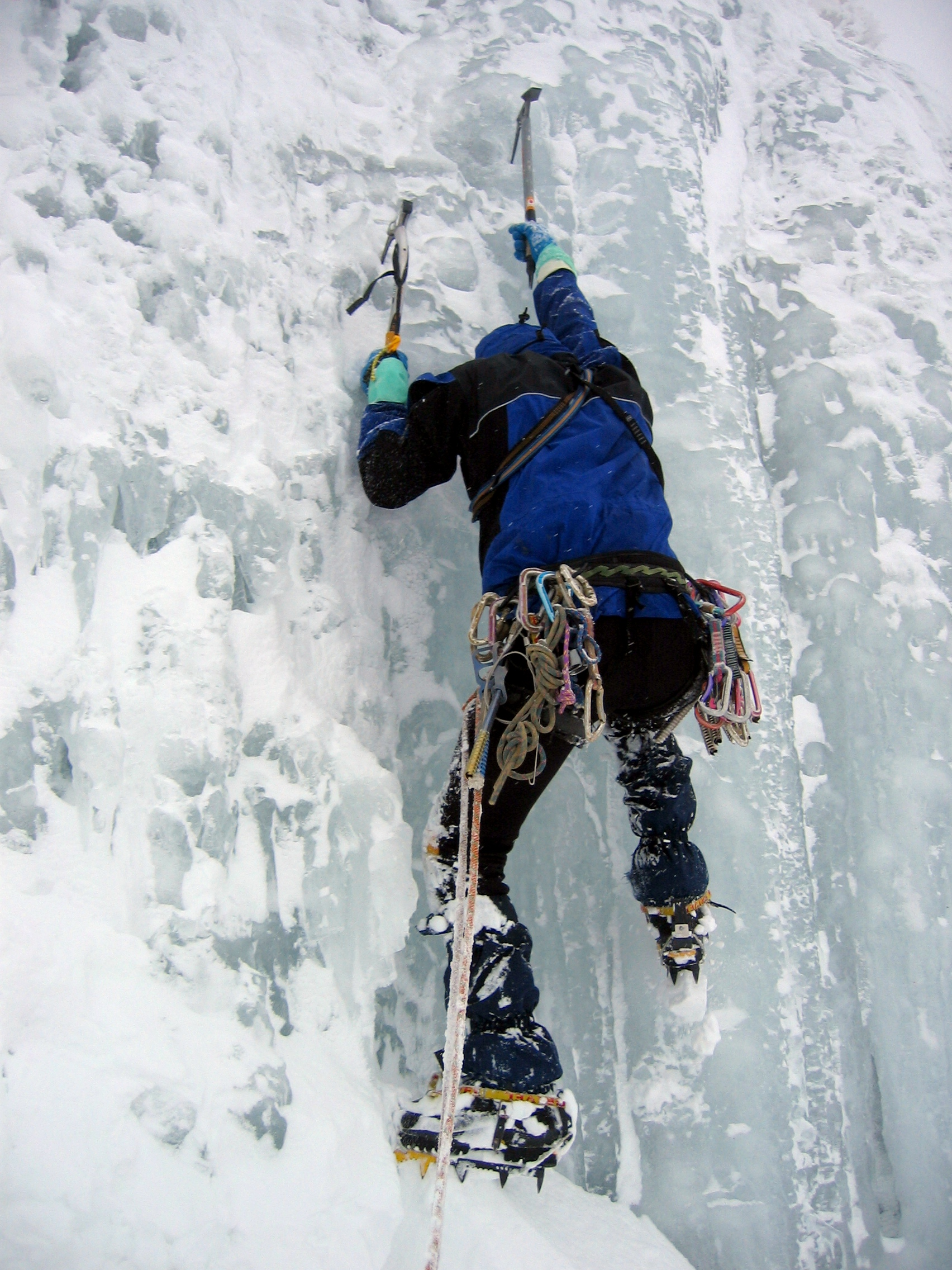
Подолання крутого льоду

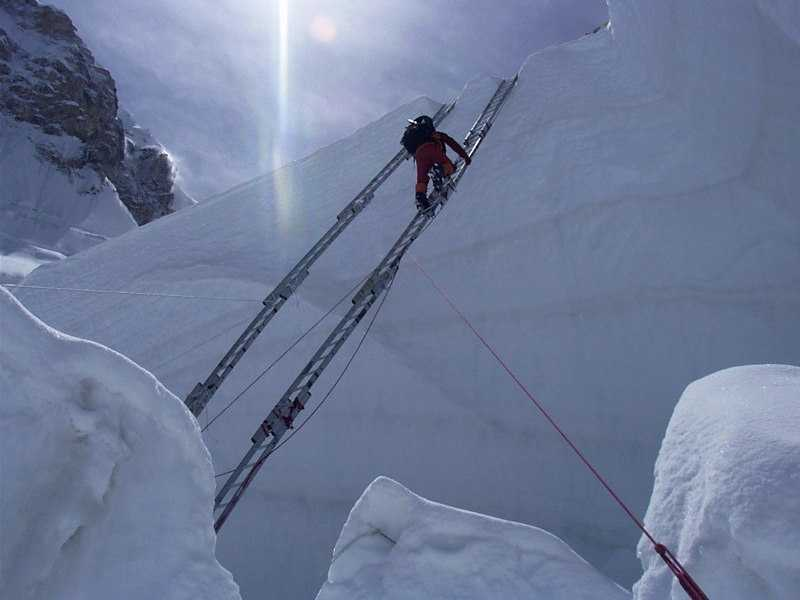
Альпіністи долають льодопад Кхумбу при сходженні на Еверест

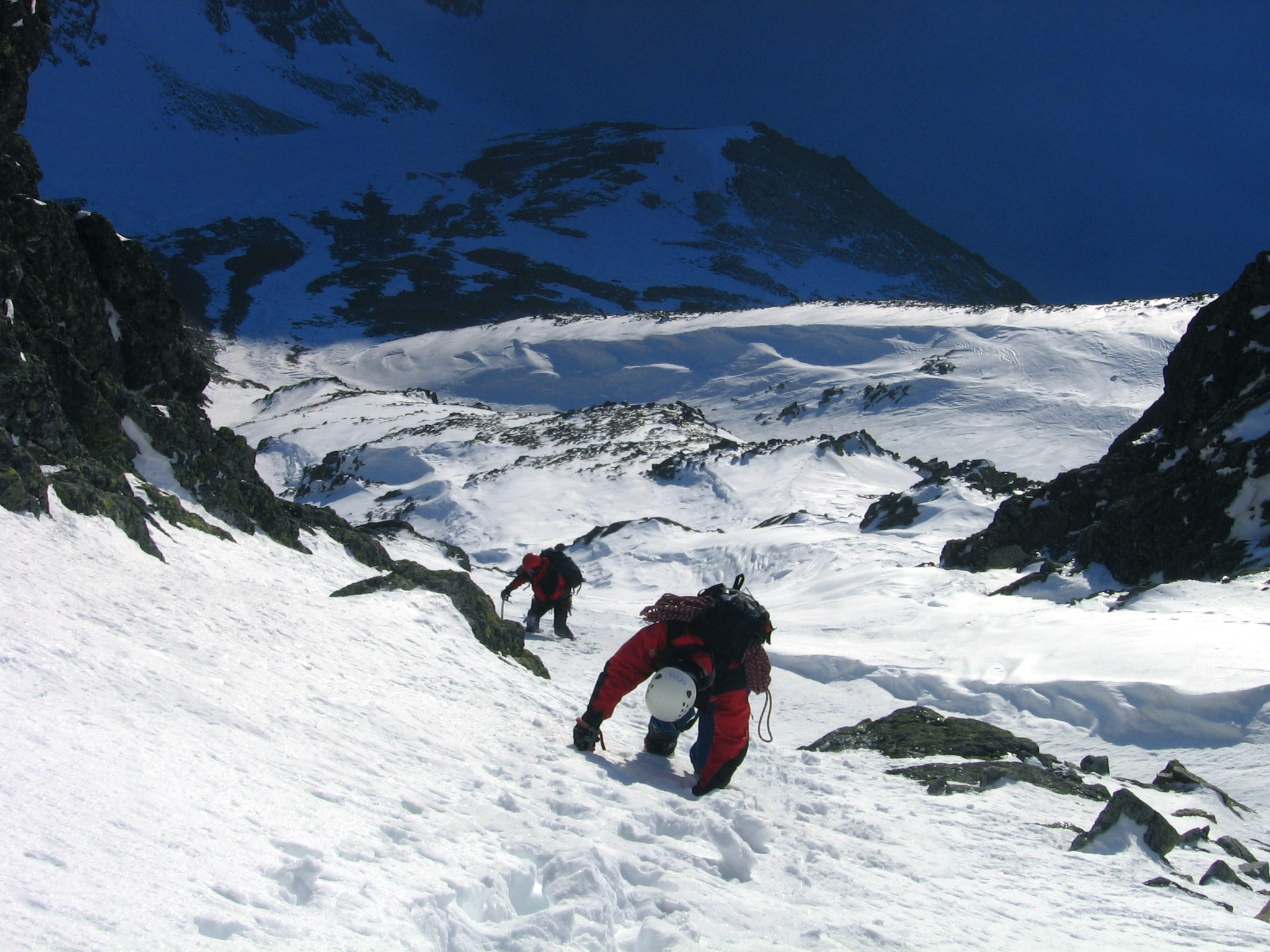
Подолання крутого снігового схилу.

При заняттях альпінізмом доводиться долати різноманітні природні перешкоди: річки, скелі, сніг, льодовики, льодопади. Їх подолання, як правило, пов'язане з небезпекою. За багаторічну історію альпінізму була вироблена спеціальна техніка подолання небезпечного гірського рельєфу.

### Скелі
Техніка подолання скельного рельєфу залежить від крутизни скель. Зазвичай скелі долають у зв'язках. Скельні стіни долають лазінням у зв'язках з поперемінною організацією страховки напарника по зв'язці.
Лазіння найбезпечніше у випадках, коли сходжувач дотримується правила трьох точок опори: для двох рук і ноги чи обох ніг і руки. У разі втрати однієї з точок опори альпіністові легше зберегти рівновагу: швидко змінивши положення тіла і знайшовши інший зачіп, відновити три точки опори. При лазінні з двома точками опори в разі втрати однієї з них майже неможливо зберегти рівновагу.
На некрутих скелях можливий одночасний рух учасників у зв'язці. У цьому випадку той, хто йде першим, обирає маршрут руху так, щоб у разі зриву одного з учасників зв'язки інший міг утримати його від падіння, заклавши мотузку за виступи скель. На крутих скелях, де існує небезпека падіння, організують страховку з використанням скельних гаків та закладок. У цьому випадку лідер на підйомі за допомогою скельного молотка забиває гаки у тріщини, пристібає через вушко гака карабін або відтяжку, а в карабін вклацує мотузку, яка страхує його в разі зриву. Якщо стіна дуже крута й існує небезпека перебивання мотузки падучим каменем або її перетирання об гострий край, лідер іде на подвійній мотузці. У цьому випадку дві мотузки по черзі заклацуються в карабіни, пристебнуті до різних гаків або закладок. На ділянках з нависанням при подоланні карнизів використовують штучні точки опори (ШТО) у вигляді драбинок або мотузяних петель, які підвішують на попередньо забиті гаки.
Лідер зв'язки підіймається на всю довжину мотузки, організовує точки страховки для себе і для іншого учасника. Після цього нижній у зв'язці здійснює підйом з верхньою страховкою, на шляху вибиваючи гаки, які залишив лідер. Зібравшись на пункті страховки, який організував перший учасник, зв'язка починає підйом у такому ж стилі наступною ділянкою скельного маршруту.

### Лід
При сходженні, особливо у високих горах, доводиться долати льодовики, льодопади. Залежно від стану льодовика, наявності льодових тріщин, крутизни схилу використовуються різні види льодового спорядження:
- Альпіністські кішки
- Льодоруби
- Льодові молотки
- Айс-фіфі
- Льодобури
- Драбини та драбинки
- Мотузкові перила

Під час проходження льодовиків існує небезпека падіння у тріщину, тому льодовики проходять у зв'язці, організовуючи страховку одне для одного. На крутому льоду використовують техніку льодолазіння.
При подоланні льодопадів, особливо багаторазовому їх проходженні при сходженні в гімалайському стилі використовують спеціальні драбини.
Особливістю подолання крутого льоду є обов'язкове використання кішок для фіксації на схилі та льодобурів для організації проміжних точок страховки. Для організації страховки на льоду також використовують Абалаківську петлю з мотузки, яку винайшов радянський альпініст В. М. Абалаков.

### Сніг
Техніка подолання снігових схилів залежить від стану снігу.
Для проходження свіжого снігу застосовують снігоступи і лижі для скі-альпінізму.
Проходячи круті снігові схили, використовують льодоруб для страховки, а також як додаткову точку опори у русі на три такти: льодоруб-нога-нога.
Для проходження утрамбованого вітром і заледенілого снігу, фірну, потрібні кішки.

### Стиль сходження
Виокремлюють альпійський та гімалайський стилі сходжень. Альпійський стиль — це послідовний підйом на вершину разом з усім спорядженням. Гімалайський стиль відрізняється попередньою підготовкою маршруту сходження, провішуванням страхувальних мотузок (перил), встановленням проміжних таборів, доставкою спорядження і кисню в ці табори, що передбачає багаторазові підйоми і спуски з табору в табір. Гімалайський стиль — це своєрідна облога гори, що займає іноді 2-3 місяці, але саме така тактика дозволила досягти вершини Евересту та інших восьмитисячників.

## Різновиди

### Скелелазіння

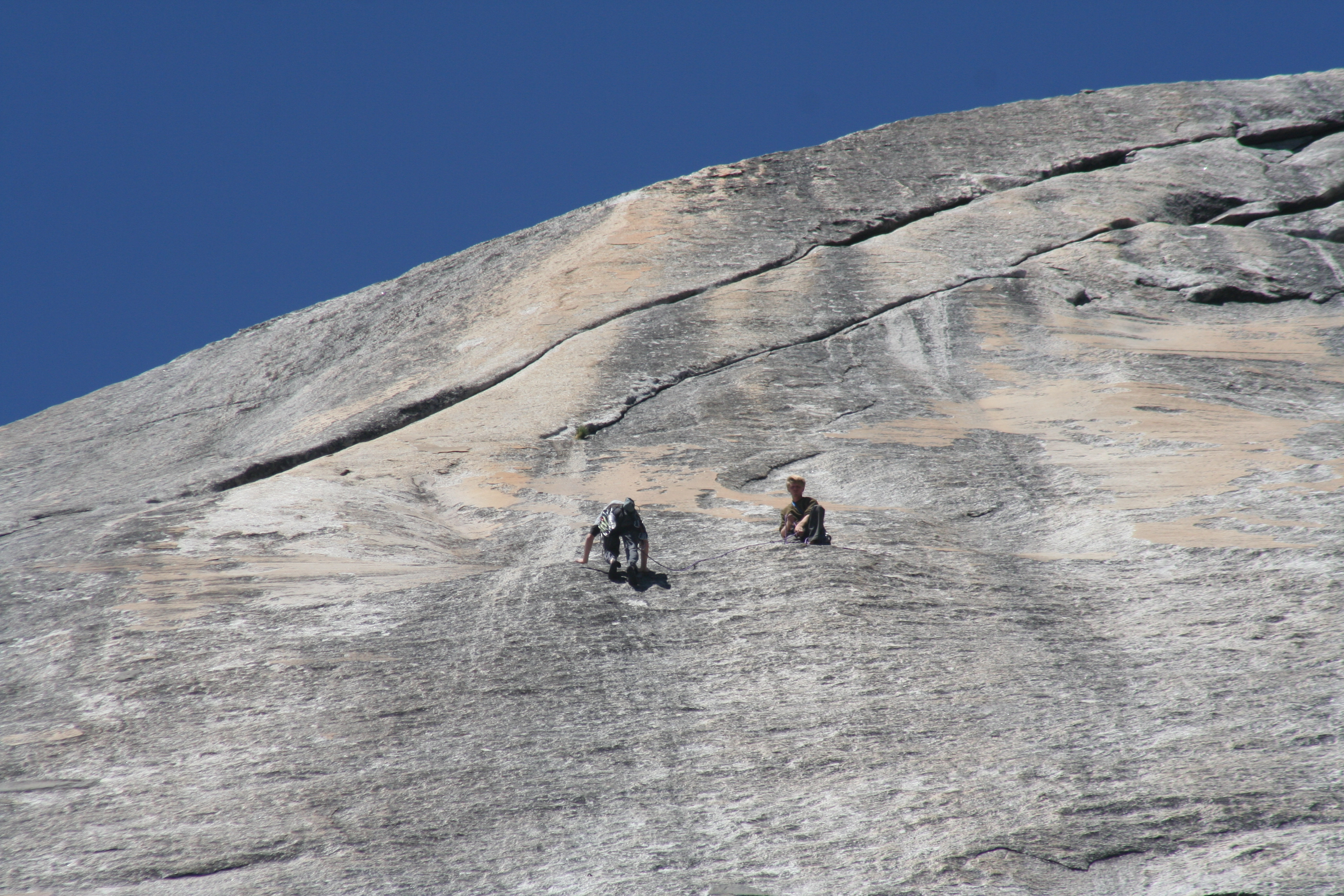
Скелелази в національний парк йосеміті, США

У невисоких горах, де зазвичай немає снігу і льоду, маршрут сходження на вершини проходить по скелях. Особливістю скельних сходжень є:
- Відносно невелика висота над рівнем моря, а отже відсутність кисневого голодування;
- Комфортніші з точки зору довколишньої температури умови сходжень;
- Відсутність потреби у великій кількості теплих речей;
- Можливість проходити маршрут у легкому скельному взутті;
- Технічно складні ділянки маршруту вимагають застосування широкого арсеналу скельного спорядження для організації надійної страховки (мотузки, гаки, закладки, відтяжки, карабіни та ін);
- Коротший час проходження скельного маршруту (найчастіше без ночівлі).

### Об'єднані скельно-сніжно-льодові сходження

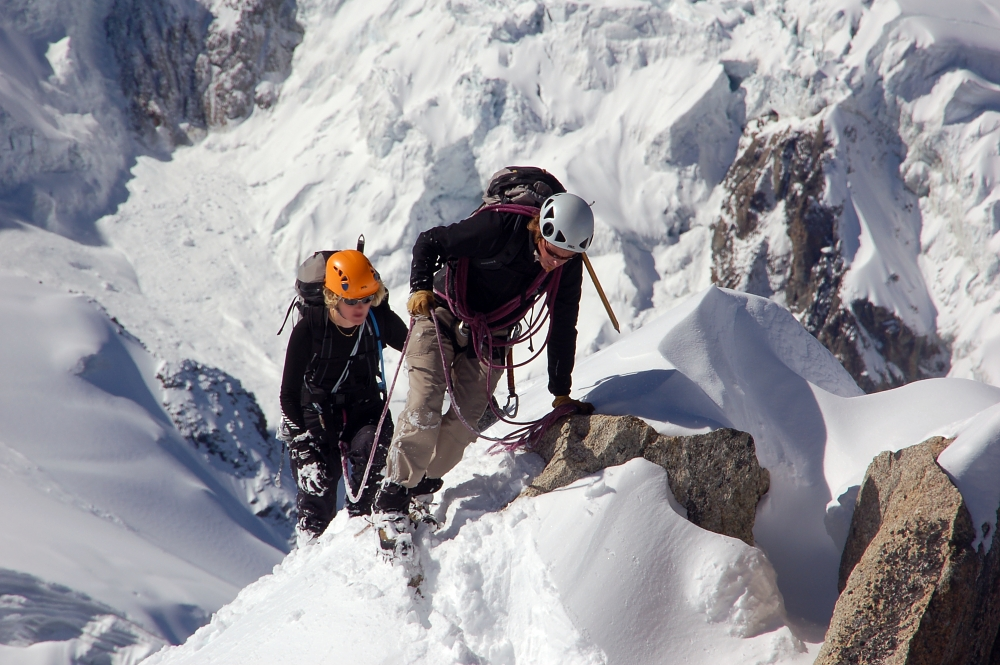
Сходження на пік Егюій-дю-Міді, Верхня Савоя, Франція

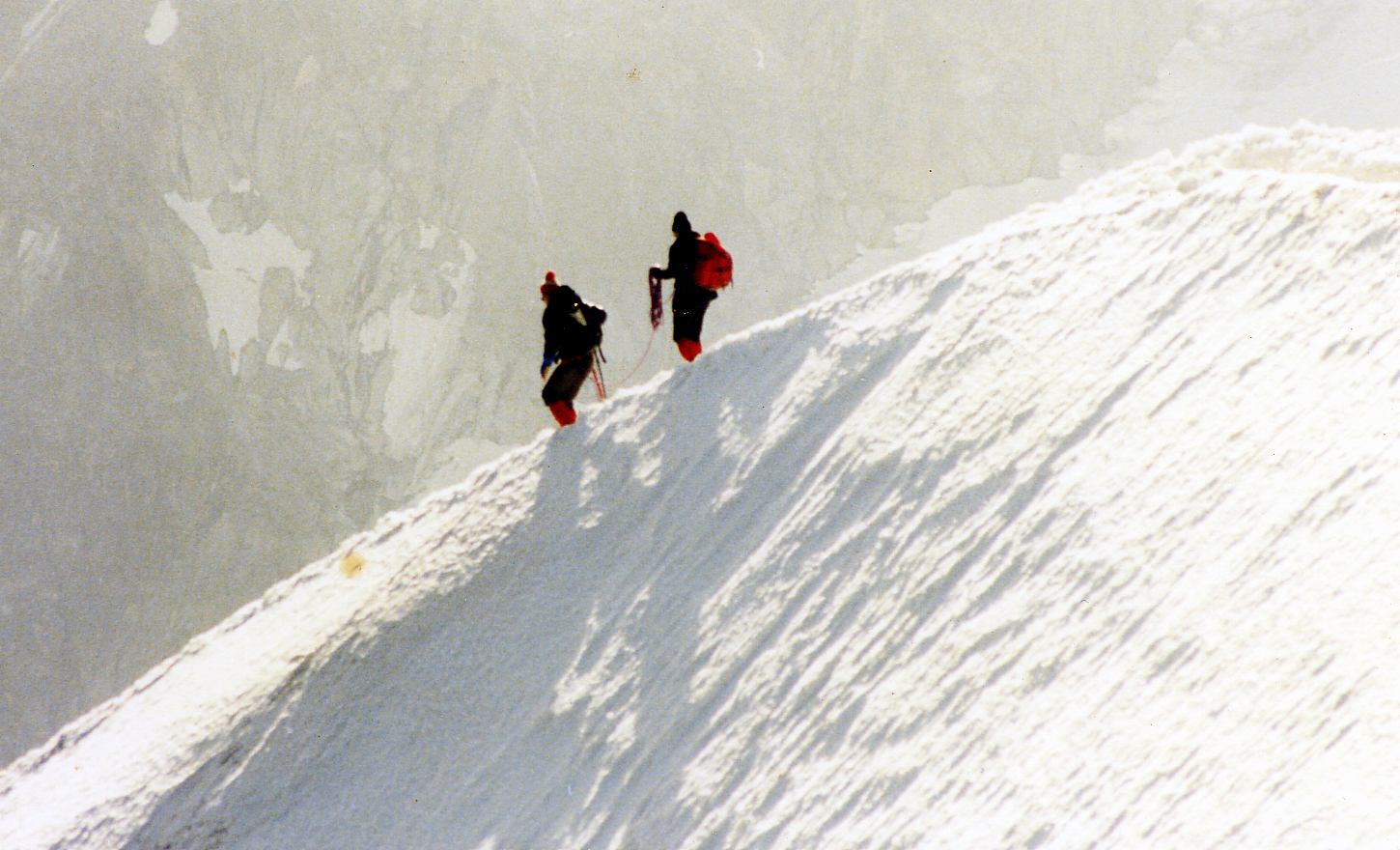
Альпіністи на сніжному гребені

Подібні сходження являють собою класичний альпінізм, що зародився в Альпах, висота яких не перевищує 4810 метрів (висота Монблану) над рівнем моря. При сходженні в Альпах та інших гірських районах (Кавказ, Кордильєри, Південні Альпи, Анди, Памір, Тянь-Шань, Алтай і ін) на вершини висотою до 5000 метрів над рівнем моря альпіністи, як правило, не стикаються з ознаками гострого прояву гірської хвороби. Особливістю даного типу сходжень є:
- Необхідність застосування всього арсеналу альпіністської техніки: техніки пересування та організації страховки на скелях, снігу та льоду;
- Необхідність організації проміжних таборів для ночівлі та відпочинку, що тягне за собою необхідність брати бівачні спорядження;
- Менш швидкий темп руху на маршруті внаслідок більшої ваги рюкзаків через необхідність брати більшу кількість спорядження (кішки, льодоруб, мотузки, скельні і льодові гаки, бівачні спорядження, продукти харчування, засоби зв'язку та інше).
- При сходженні на вершини висотою понад 5000 метрів над рівнем моря темп руху сповільнюється через проявів ознак гірської хвороби, якщо учасники сходження не мають хорошої акліматизації.

### Висотний альпінізм

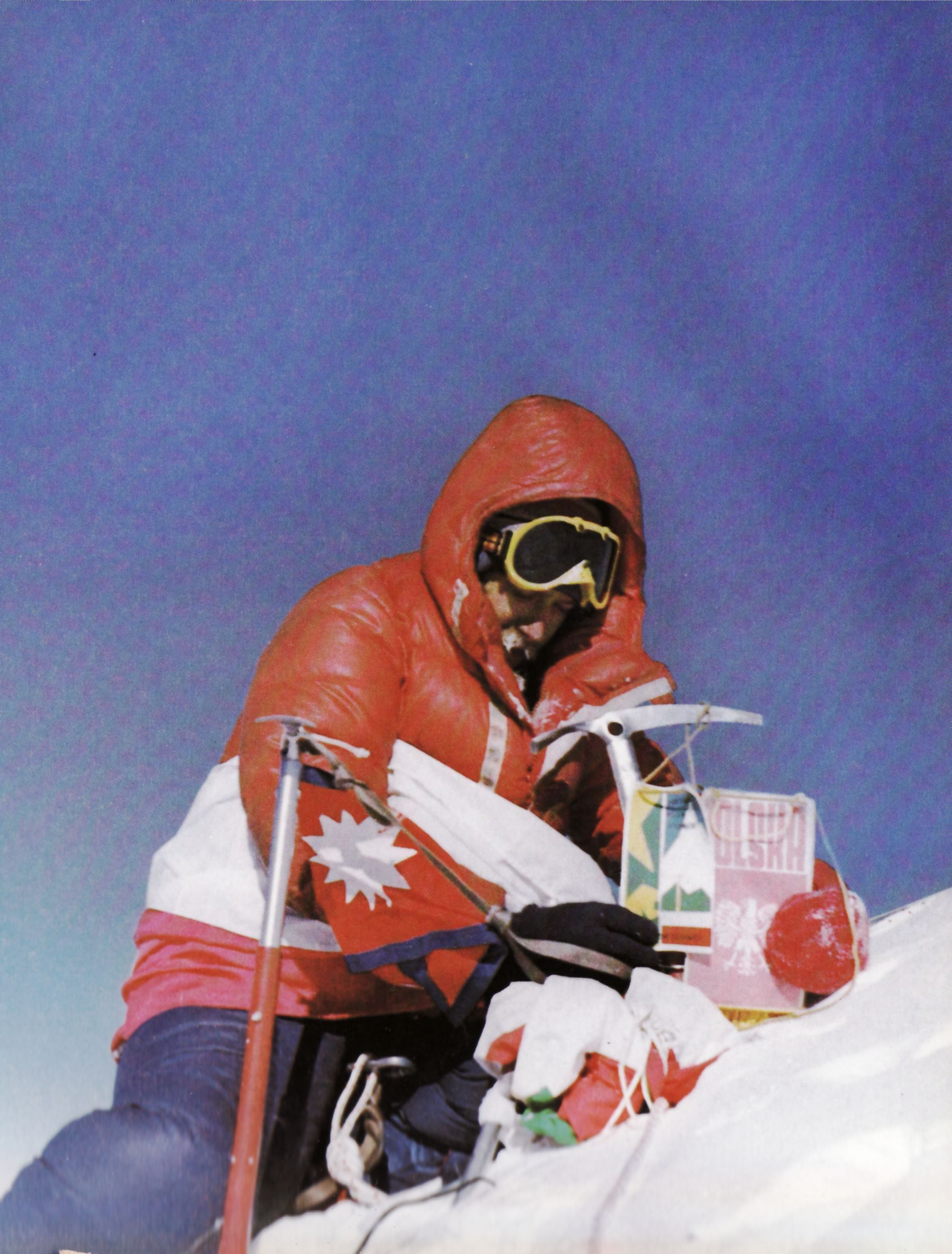
Польський альпініст Анджей Чок на вершині Евересту, травень 1980

Під висотним альпінізмом розуміють сходження на вершини висотою вище 6500 метрів над рівнем моря, розташовані у високих горах: Гімалаї, Каракорум, Памір, Тянь-Шань, Анди. При занятті висотним альпінізмом головною трудністю є необхідність максимальної мобілізації життєвих сил для подолання негативних наслідків впливу на організм висоти, сухого розрідженого повітря, ультрафіолетового випромінювання, сильного вітру, низьких температур. Незважаючи на використання при висотних сходженнях на вершини вище 8000 метрів над рівнем моря спеціального кисневого обладнання, тривале перебування людини на цих висотах неможливе. Ця висотна зона отримала назву «зона смерті». Для подолання негативного впливу висоти і успішного сходження завжди потрібна акліматизація. Процес акліматизації проходить шляхом поступового набору висоти з необхідністю спуску на більш низькі висоти для відпочинку і відновлення сил. Тому висотні сходження займають набагато більше часу порівняно зі сходженнями на нижчі висоти. Для здійснення сходжень організовуються експедиції, які тривають не один місяць.
- Необхідність попередньої акліматизації;
- Необхідність використання спеціального одягу і взуття для захисту від негативного впливу зовнішнього середовища: сильні вітри, низькі температури, велика кількість снігу, льоду;
- Використання всього арсеналу альпіністського спорядження і техніки альпінізму
- Організація проміжних таборів для ночівлі, закидання спорядження, продуктів харчування.
- Як правило, підготовка шляху підйому і спуску: установка мотузяних перил, проміжних таборів. Поступовий підйом на вершину зі спуском для відпочинку, що дозволяє акліматизуватися для вирішального штурму вершини.

### Big Wall
Big Wall — клас сходжень, передбачають проходження великих стін довжиною кілометр і більше. Дані сходження відрізняються особливою складністю маршрутів.

## Суспільне значення

### Прикладне значення альпінізму
Альпінізм має важливе прикладне значення для різних сторін життя суспільства. У процесі свого розвитку техніка альпінізму, вироблені прийоми, методи знайшли застосування в різних видах людської діяльності.

#### Військовий альпінізм

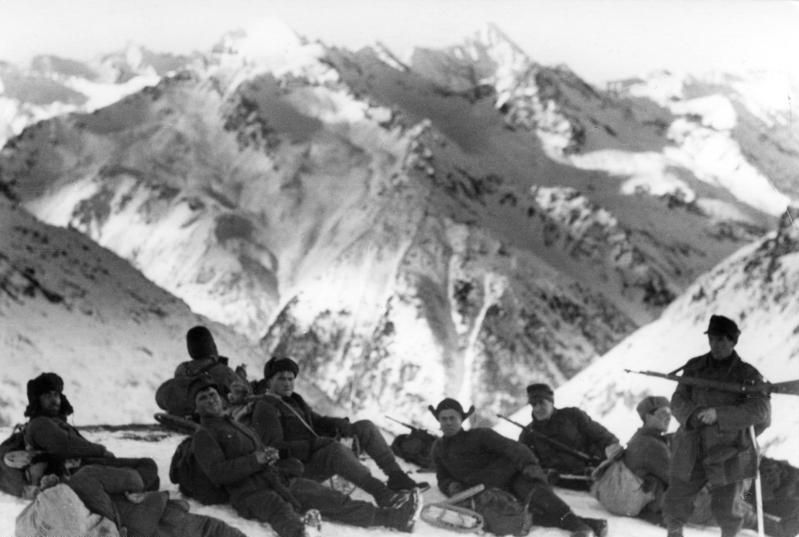
Німецькі гірські стрілки в горах Кавказу 22 грудня 1942 року

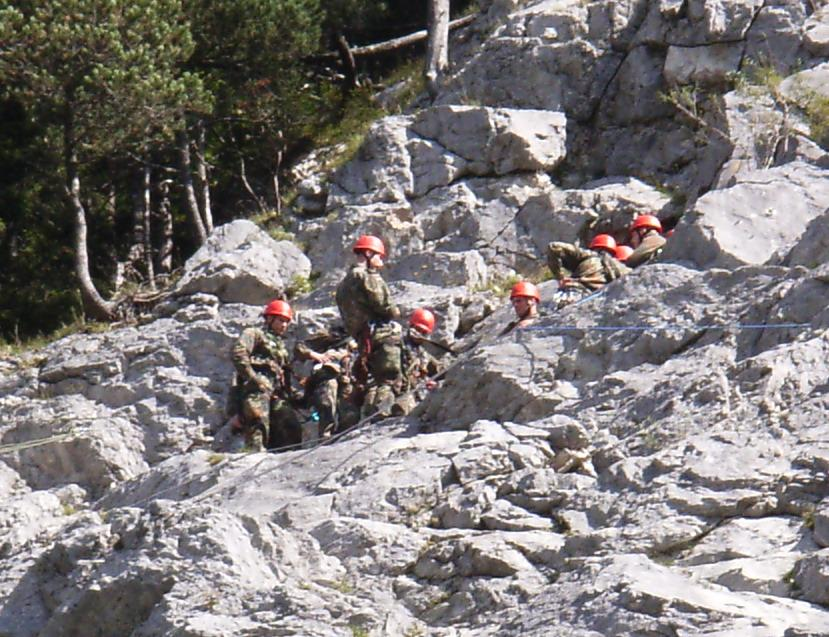
Німецькі гірські стрілки під час занять скелелазінням

Військове значення альпінізму в країнах з гірським рельєфом стало зрозумілим відносно давно. На початку XX століття в Австро-Угорщині та Італії з'явилися спеціальні гірськострілецькі частини.
У Німеччині перші гірські частини (гірські єгері) були сформовані в Баварії в 1915 році з уродженців Баварії і Вюртемберга.
Під час Першої світової війни, влітку 1918 року, гірські стрілки взяли участь в самому високогірному битві — Битві при Сан Матео (Battle of San Matteo) в італійському регіоні Трентіно, на висоті 3 678 метрів над рівнем моря.
Перед Другою світовою війною в Німеччині були сформовані дві гірськострілецькі дивізії. Гірськострілецькі частини були також сформовані в СРСР і ряді інших країн.
Після початку Німецько-радянської війни представники Всесоюзної секції альпінізму звернулися в Генеральний штаб з пропозицією створити спеціальну альпіністську групу для навчання гірських частин.
Така група була сформована, і альпіністи з неї спрямовані на Закавказький і Північно-Кавказький фронти, а також в Середньоазіатський військовий округ як інструкторів з гірської підготовки.
У другій половині XX століття гірськострілецькі частини брали участь у ряді воєн: між Індією і Пакистаном (1999, під час якої бойові дії велися на великих висотах — до 5400 метрів над рівнем моря), у війні СРСР в Афганістані, у війні НАТО в Афганістані і ще кількох локальних конфліктах.
В даний час гірськострілецькі частини існують у Німеччині, Італії, США,
Росії, Франції, Швейцарії та ряді інших країн.
Альпіністську підготовку гірськострілкових частин здійснюють досвідчені альпіністи, навчаючи солдат і офіцерів методам подолання складного гірського рельєфу, техніці альпінізму і способам безпеки

.

#### Промисловий альпінізм
Промисловий альпінізм, як спеціальна технологія виконання висотних робіт на промислових та інших об'єктах, при яких роботи виконуються за допомогою підйому або спуску по мотузці, або з використанням інших альпіністських методів просування і страховки, широко почав застосовуватися з 1960-х років, хоча і до цього були численні випадки застосування альпіністської техніки для виконання різних господарських робіт.
Наприклад, під час Другої світової війни альпіністи покривали маскувальними чохлами позолочені шпилі й куполи Ленінграда, рятуючи їх від артобстрілів і бомбардування.
Починаючи з 1964 року спеціальність «скелелаз-монтажник» з'явилася в СРСР в списку професій. Її засновником став заслужений майстер спорту СРСР І. А. Галустов. При будівництві найбільших високогірних ГЕС: Нурекської, Токтогульської, Саяно-Шушенської, Рогунської, Чиркейской спецзагони альпіністів виконували роботи по розчищенню і зміцнення гірських схилів.

#### Рятувальна справа

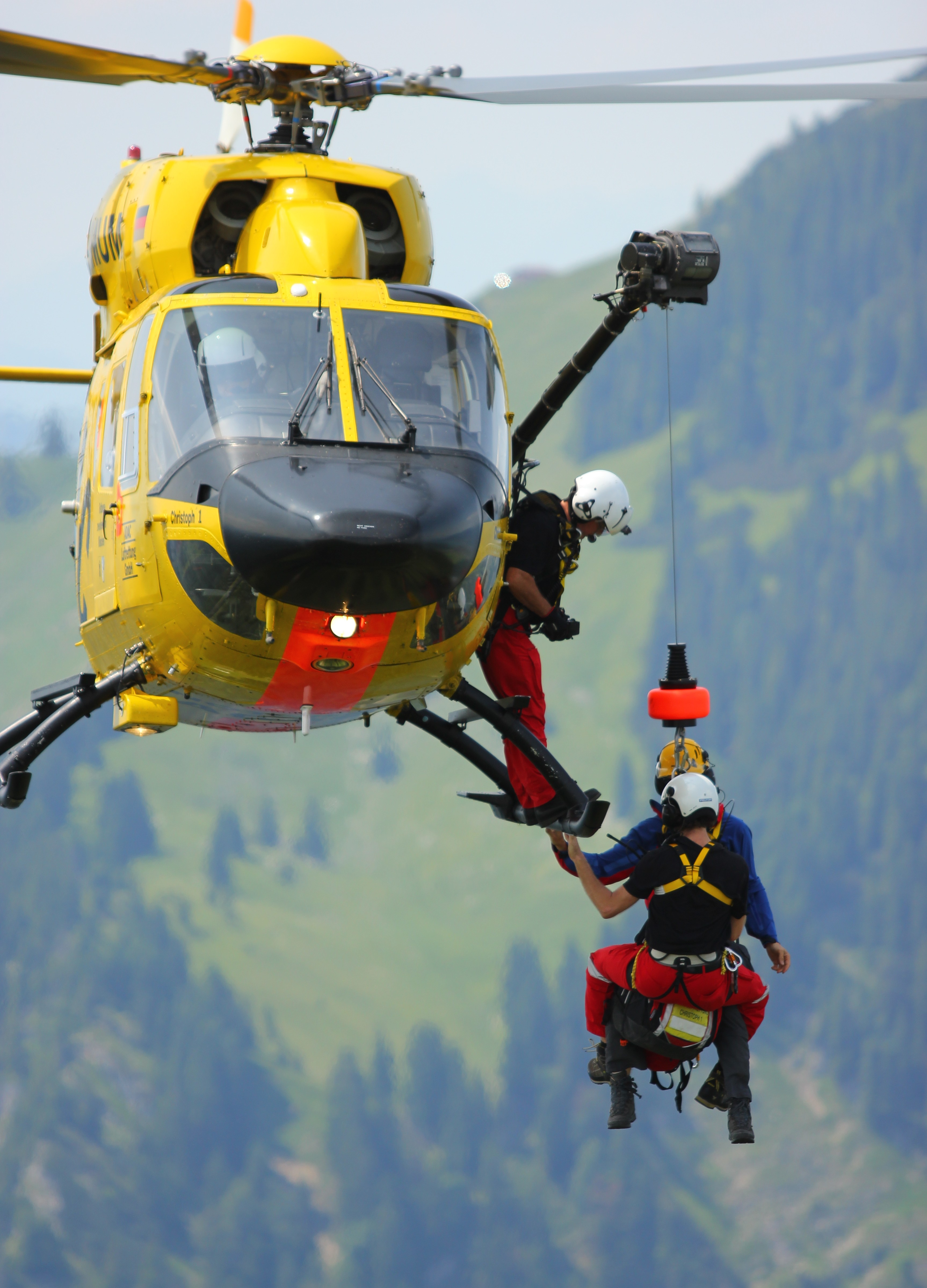
Робота рятувальників

Альпіністські навички, досвід організації безпеки при сходженні в горах надали значну допомогу у формуванні пошуково-рятувальних загонів, пошуково-рятувальних служб.
У всіх гірських районах різних країн світу діють гірничо-рятувальні служби (англ. Mountain rescue), які надають допомогу тим хто потрапив у лихо, а також забезпечують перебування людей у горах, як постійно проживають або тимчасово прибули на відпочинок. Ці служби діють на постійній основі, їх діяльність фінансується, як правило, з бюджетних джерел.
Перші спеціалізовані цілодобові контрольно-рятувальні пункти (КРП) у гірських районах з'явилися в СРСР у 1958 році. Крім того, в 1963 році Всесоюзна рада ДСТ профспілок засновує жетон «Рятувальний загін», а Федерація альпінізму СРСР включає в нормативи для спортсменів першого розряду виконання вимог на отримання номерного жетона «Рятувальний загін». Таким чином практично всі альпіністи вищих спортивних розрядів були рятувальниками.
Для підготовки професійних рятувальників в сучасних умовах проводяться спеціальні школи, на яких вивчаються і відпрацьовуються, поряд з іншими питаннями (надання першої медичної допомоги), техніка організації страховки і транспортування потерпілого в умовах різного гірського рельєфу. Після закінчення курсу теоретичної та практичної підготовки випускникам, успішно склали іспит, присвоюється звання «рятувальник» і вручається номерний жетон «Порятунок в горах».

### Виникнення і розвиток нових видів спорту
У процесі розвитку альпінізму з нього виокремились і стали самостійними деякі види спорту.

#### Спортивне скелелазіння

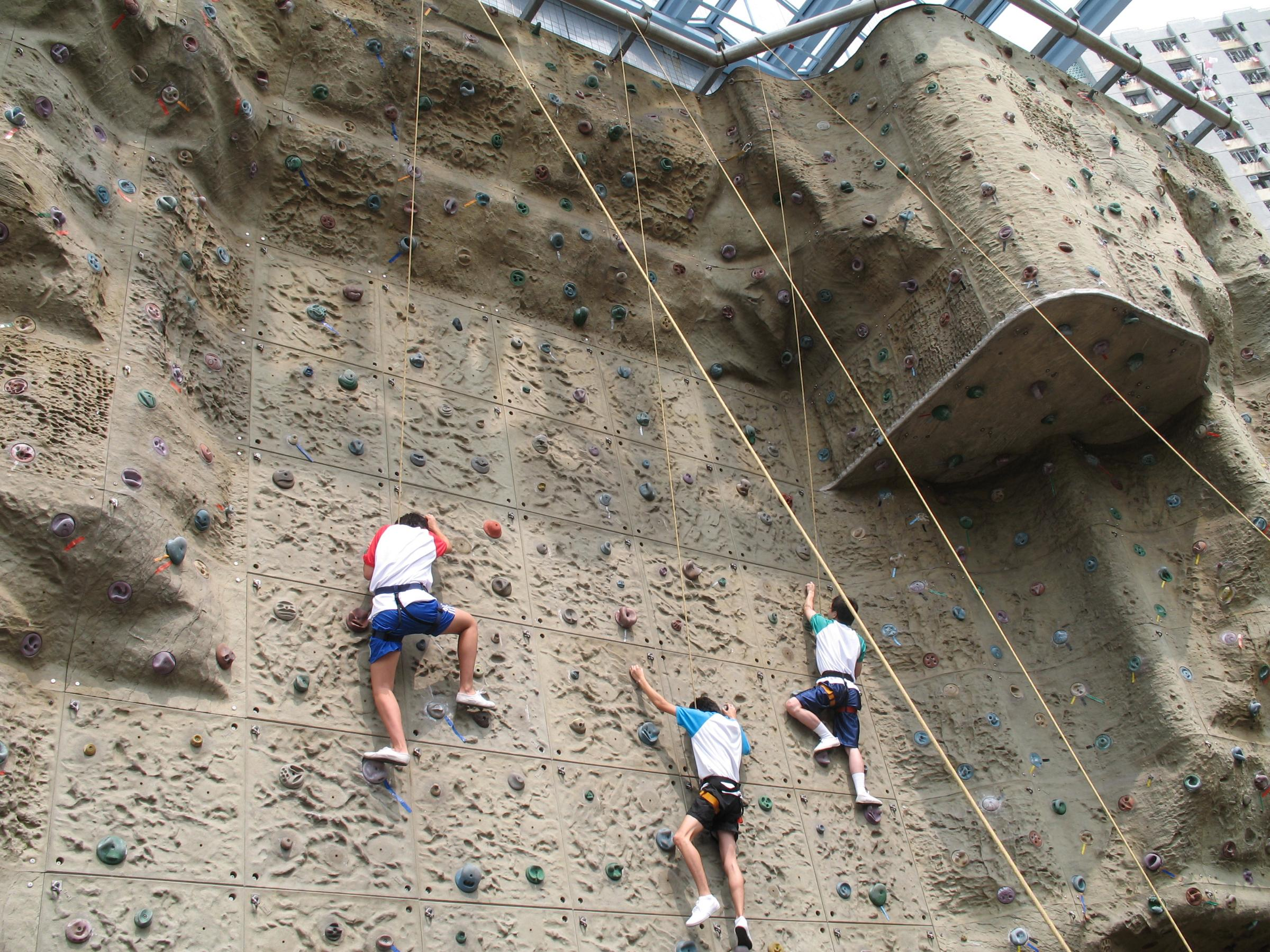
Тренування зі спортивного скелелазіння на скеледромі в Гонконзі

У другій половині ХХ століття скелелазіння отримало широке міжнародне визнання як самостійний вид спорту. У 2007 році було створено Міжнародну федерацію спортивного скелелазіння, під егідою якої регулярно проводяться чемпіонати світу, змагання на Кубок світу та інші. Починаючи з 1990 року всі великі змагання зі спортивного скелелазіння (чемпіонати світу та Європи, Кубок світу і Європи та інші) проводяться на штучному рельєфі.
Ще в 1972 році під час Мюнхенських Олімпійських ігор відбулася дискусія про включення альпінізму і скелелазіння до програми Олімпійських ігор. Більшість представників країн-членів МОК (42 проти 24) висловилися за включення спортивного скелелазіння до програми Олімпійських ігор. Водночас 65 членів МОК висловилися проти включення до програми альпінізму.
На сесії, що проходила 2010 року у Ванкувері, Міжнародний олімпійський комітет визнав скелелазіння олімпійським видом спорту.
В Україні найпопулярніша скелелазна локація знаходиться поблизу села Дениші Житомирської області. У грудні 2021 року з'явилися маршрути на урвищах вздовж річки Уж з локацією у Древлянському парку.

#### Льодолазіння

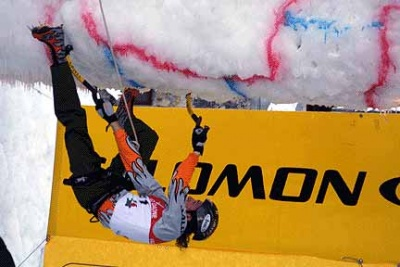
Етап Кубка світу по льодолазанню в Італії, Валь Даоне, 2007. Д. Бичків долає ділянку траси, що являє собою льодовий стеля

Льодолазіння як змагальний альпінізм в лазінні по льодових стінах з'явився в 1980 роки.
В даний час виділився в самостійний вид спорту, за яким регулярно проводяться чемпіонати світу, багатотурові змагання за Кубок світу, регіональні та національні першості.
Міжнародна федерація альпінізму і скелелазіння просуває льодолазіння як олімпійський виду спорту.

#### Гірський туризм
Гірський туризм (англ. mountain tourism) є самостійним видом спорту, що виник на стику власне туризму і альпінізму. Чим складніший маршрут у гірському туризмі, тим більше спільного між цими двома дисциплінами.
В гірському туризмі використовується та ж техніка, ті ж види спорядження, що і в альпінізмі.
Деякі гірські походи за технічною складністю можуть бути прирівняні до альпіністських сходжень.

#### Скі-альпінізм

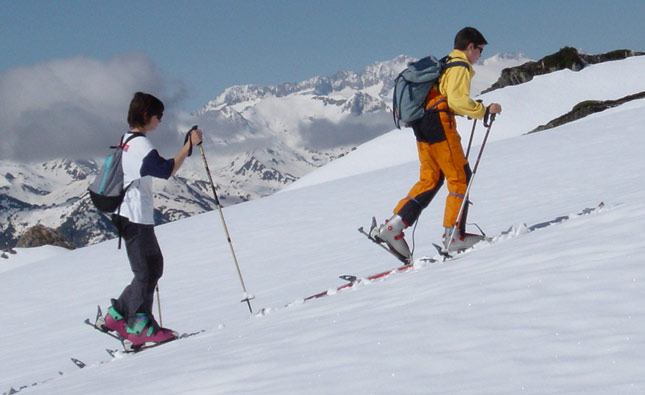
Підйом на лижах для скі-альпінізму в гору

Скі-альпінізм (англ. ski-alpinism, ski touring) як різновид альпінізму виник порівняно недавно на стику двох видів спорту (альпінізм і гірські лижі), проте отримав поширення в гірських районах Європи, Америки, Азії, інших країн, де є гори і сніг.
На сьогодні скі-альпінізм має всі ознаки самостійного виду спорту. На постійній основі проводяться міжнародні (в тому числі чемпіонати світу), регіональні та національні змагання під егідою Міжнародної ради з скі-альпінізму
.